# 龙灿岷
龙灿岷，清朝人，是一名清朝政治人物。
龙灿岷曾于1756年接替车策任上海县知县一职，由劉守成接任。